# Århus Amt
Århus Amt a fost până la 1 ianuarie 2007 un amt în Danemarca. Se află în peninsula Iutlanda.